# چائیراوزو (بایبورد)
چائیراوزو {{ترکی|Çayırözü) (به ارمنی: Աղբանոց) (به کردی: Axinsos) یک منطقهٔ مسکونی در ترکیه است که در بایبورد واقع شده‌است. چائیراوزو ۲۶۰ نفر جمعیت دارد.